# Endasys rusticus
Endasys rusticus är en stekelart som först beskrevs av Heinrich Habermehl 1912.
Endasys rusticus ingår i släktet Endasys och familjen brokparasitsteklar. Arten är reproducerande i Sverige. Inga underarter finns listade i Catalogue of Life.